# Christen unserer Zeit
De Vereniging van Christen unserer Zeit e.V. (Vereniging van christenen van onze tijd -) is in 1949 ontstaan als een afscheiding van de Nieuw Apostolische Kerk (NAK), wegens onenigheid over de houding van de NAK ten opzichte van het naziregime tijdens de Tweede Wereldoorlog.

## Ontstaan
Hoofdrol bij het ontstaan van de Christen unserer Zeit (CuZ) speelde Districtsevangelist / Districtoudste Jakob Bitsch. Diens vader had in de omgeving van het Odenwald een groot aantal gemeenten gesticht. Na de Tweede Wereldoorlog brak zijn zoon wegens genoemde meningsverschillen met de NAK en richtte in Zuid-Hessen en Noord-Baden de Vereniging van de Christen unserer Zeit op, die werd ingeschreven in Worms. Hij werd gevolgd door ongeveer 1000 nieuw-apostolischen, die samen destijds 21 gemeenten vormden.

## Verval en opheffing
Volgens Bitsch was beslissend of men een 'Geestdager' was, waardoor men de Heilige Geest in de eredienst en pastorale gesprekken ook aan anderen kon overdragen. Hoewel men de eenheid met de rest van de christenheid wilde benadrukken, kwam men toch (in vaak kleine groepjes) apart bijeen, waardoor een vooral voor jongeren benauwde sfeer ontstond. In de zestiger jaren was daardoor het ledental teruggelopen tot enkele honderden. Uiteindelijk bleven er voornamelijk hoogbejaarde leden over en in 2001 werd besloten de CuZ op te heffen. De gelovigen werden vrijgelaten in hun keus voor een ander kerkgenootschap.